# Fosa cubitală
Fosa cubitală (Fossa cubitalis sau Fossa cubiti) este un spațiu triunghiular, cu baza în sus, situat în regiunea anterioară a cotului (Regio cubitalis anterior) între mușchii epicondilieni mediali și laterali.
Tendonul mușchiului biceps brahial (Musculus biceps brachii) împarte fosa cubitală în 2 șanțuri: șanțul bicipital lateral și șanțul bicipital medial. În profunzime, șanțurile ajung până la mușchiul brahial. 

## Limitele fosei cubitale
Fosa cubitală este delimitată: 
- superior de o linie orizontală imaginară, care trece la 3-4 cm superior de epicondilii humerali: epicondilul medial (Epicondylus medialis humeri) și epicondilul lateral (Epicondylus lateralis humeri);
- lateral de marginea medială a mușchiului brahioradial (Musculus brachioradialis);
- medial de marginea laterală a mușchiului rotund pronator (Musculus pronator teres);
- profund de muschiul brahial (Musculus brachialis).

## Șanțul bicipital lateral
Șanțul bicipital lateral (Sulcus bicipitalis lateralis sau Sulcus radialis) situat anteroextern este delimitat lateral de mușchiul brahioradial, medial de tendonul mușchiului biceps brahial iar profund: în partea superioară de mușchiul brahial și în partea inferioară de mușchiul supinator.
În șanțul bicipital lateral se găsesc profund: nervul radial (Nervus radialis), care aici se divide în ramurile sale terminale: ramura superficială (Ramus superficialis nervi radialis) și ramura profundă (Ramus profundus nervi radialis), artera colaterală radială (Arteria collateralis radialis) și artera recurentă radială (Arteria recurrens radialis) și anastomoza dintre ele, iar superficial vena cefalică (Vena cephalica) și nervul cutanat antebrahial lateral (Nervus cutaneus antebrachii lateralis). 

## Șanțul bicipital medial
Șanțul bicipital medial (Sulcus bicipitalis medialis sau Sulcus ulnaris) situat anterointern este delimitat: lateral de tendonul mușchiului biceps brahial, medial de mușchiul rotund pronator, profund de mușchiul brahial, arcada mușchiului flexor superficial al degetelor și superficial de aponevroza bicipitală
În șanțul bicipital medial se găsesc profund vasele brahiale: artera brahială (Arteria brachialis) și venele brahiale (Venae brachiales), nervul median (Nervus medianus), situat medial de artera brahială, ramura anterioară a arterei colaterale ulnare inferioare (Arteria collateralis ulnaris inferior) și ramura anterioara a arterei recurente ulnare (Arteria recurrens ulnaris) și anastomoza dintre ele, iar superficial vena bazilică (Vena basilica) și nervul cutanat antebrahial medial (Nervus cutaneus antebrachii medialis).